# Дургаев, Хизир Денаевич
Хизи́р Дена́евич Дурга́ев (род. 2 февраля 1983) — российский борец вольного стиля, бронзовый призёр чемпионата России 2014 года, абсолютный чемпион России 2009 года, победитель абсолютного Кубка России 2010 года, мастер спорта России. Выступает в супертяжёлой весовой категории (до 125 кг). Тренируется под руководством Алаша Даудова и Заслуженного тренера России Жаа Умарова.
Чеченец.

## Спортивные достижения
- 7-е место на чемпионате мира 2006 года (Гуанчжоу, Китай);
- 7-е место на чемпионате Европы 2006 года (Москва);
- 5-е место в «Золотом Гран-При» 2006 года в (Баку, Азербайджан).
- Чемпионат Азербайджана по борьбе 2007 года — .
- Абсолютный чемпион России 2009 года (Старый Оскол);
- Победитель абсолютного Кубка России 2010 года (Воронеж);
- Чемпионат России по вольной борьбе 2014 года — .